# استیون وارد
استیون رابرت وارد (انگلیسی: Stephen Robert Ward؛ زادهٔ ۲۰ اوت ۱۹۸۵) بازیکن فوتبال اهل ایرلند است.
وی سابقهٔ ۵۰ بازی و ۳ گل ملی را برای تیم ملی فوتبال جمهوری ایرلند دارد و پست تخصصی این بازیکن دفاع چپ است.